# مثلث ذهبي (رياضيات)

مثلث ذهبي. نسبة a:b تساوي النسبة الذهبية φ.

في الهندسة الرياضية، المثلث الذهبي هو مثلث متساوي الساقين يكون فيه الضلعان الطويلان متساويين ونسبة طول الضلع الطويل إلى الضلع الصغير (القاعدة) تساوي النسبة الذهبية
{\displaystyle \varphi ={1+{\sqrt {5}} \over 2}.}
وهو شكل المثلث الذي يوجد في النجمة الخماسية، حيث قياس زاوية الرأس تساوي:
{\displaystyle \theta =\cos ^{-1}\left({\varphi  \over 2}\right)={\pi  \over 5}=36^{\circ }.}
أما قياسات الزاويتين الأخرتين فيساوي {\displaystyle 72}، فيُلاحَظ أنها تساوي ضعف زاوية الرأس.
من الممكن تعريف المثلث الذهبي أيضاً على أنه مثلث لأطوال أضلاعه النسبة {\displaystyle 1:\varphi :\varphi }.

## وصلات خارجية
- إيريك ويستاين، مثلث ذهبي، ماثوورلد Mathworld (باللغة الإنكليزية).